# Клещиевка
Клещиевка, или Клещеевка (укр. Кліщіївка; устар. Карлівка) — село в Бахмутской городской общине Бахмутского района Донецкой области Украины.
Население по переписи 2001 года составляло 512 человек.

## История
В 1841 году построен Покровский храм. День села отмечается 14 октября.
В селе действовал водозабор, который поставлял воду в Бахмут и посёлок Опытное, социальный центр, фельдшерско-акушерский пункт (ФАП), библиотека, клуб и магазины.
В 1945 году указом Президиума Верховного совета УССР село Карловка переименовано в Клещиевку (Кліщіївка).
29 ноября 2022 года, в ходе вторжения России на Украину, начались бои за село (см. Бои за Бахмут). В январе 2023 года село было захвачено российской стороной. Бои возобновились 11 мая 2023 года, во время контратаки ВСУ на окраинах Бахмута, 17 сентября 2023 года Клещеевка была освобождена ВСУ. Село повторно захвачено в мае 2024 года, после российских контратак.

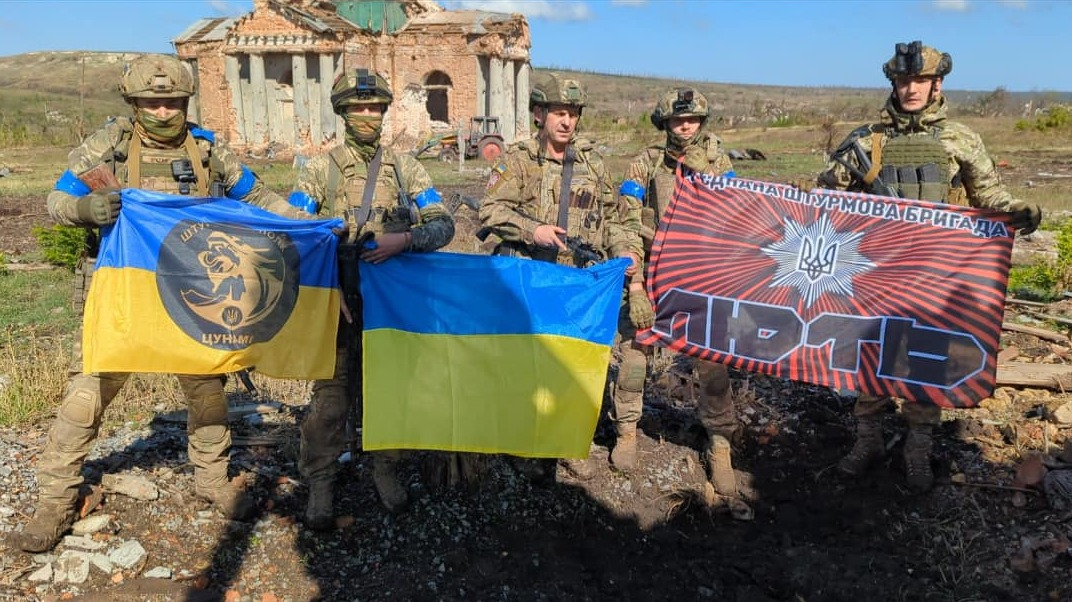
Украинские военные в Клещиевке, 17 сентября 2023

## Население
По данным переписи 2001 года население села составляло 512 человек, из них 84,96 % отметили родной украинский язык, 14,65 % — русский, а 0,39 % — другой.